# Dean Stockwell

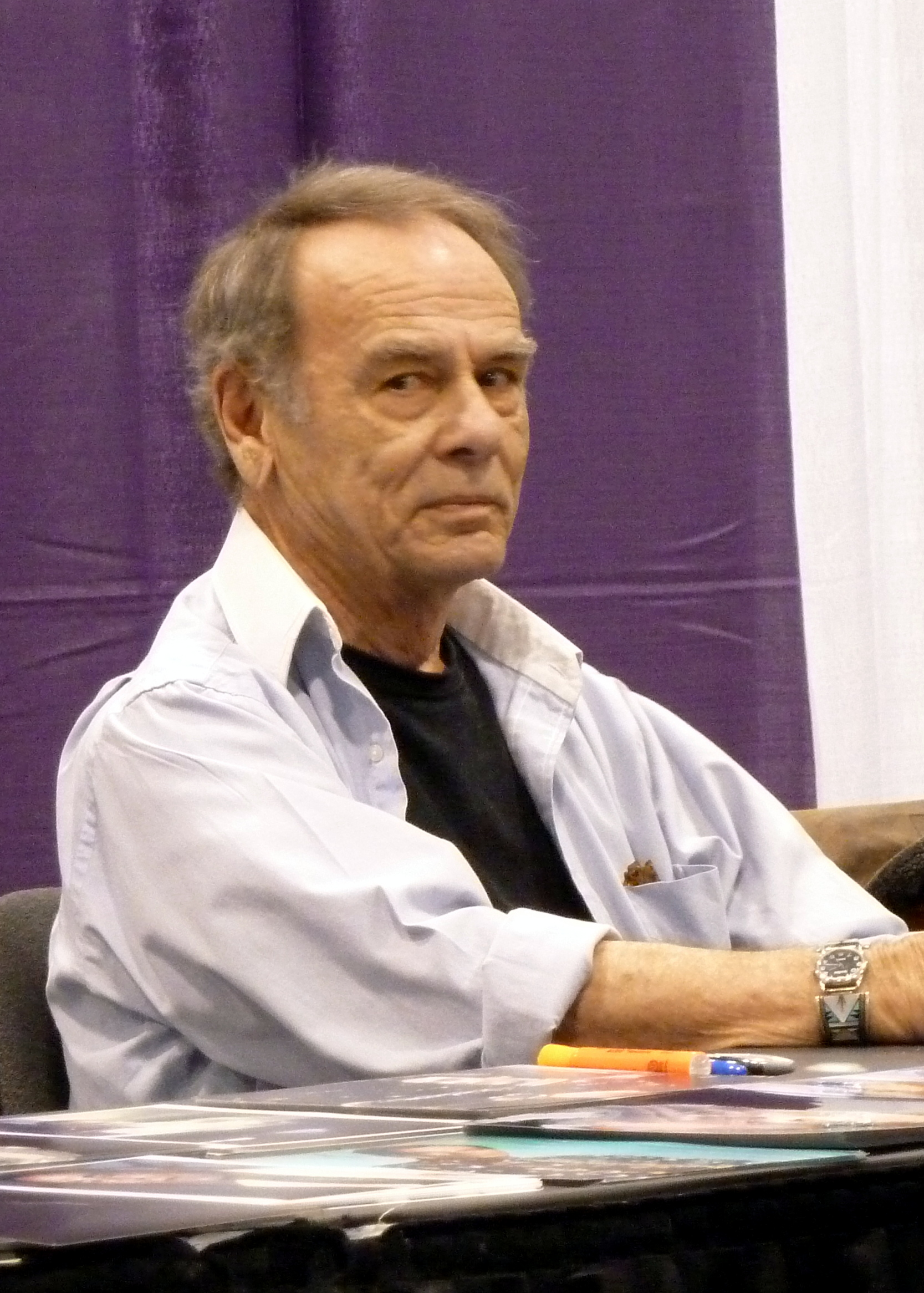
Dean Stockwell (2012)

Robert Dean Stockwell (* 5. März 1936 in Los Angeles, Kalifornien; † 7. November 2021 in Neuseeland) war ein US-amerikanischer Schauspieler. Der zweifache Golden-Globe-Preisträger trat zwischen 1945 und 2015 in mehr als 200 Film- und Fernsehproduktionen auf.

## Schauspielkarriere
Dean Stockwell wurde als Sohn des Schauspieler-Ehepaares Harry Stockwell und Elizabeth Veronica Stockwell geboren. Bereits im Kindesalter kam er zur Schauspielerei. 1945 spielte der neunjährige Stockwell seine erste Hauptrolle im Hollywood-Musical Urlaub in Hollywood neben Frank Sinatra und Gene Kelly. 1947 war er als Filmsohn von Gregory Peck im oscarprämierten Film Tabu der Gerechten zu sehen, was ihm einen Golden Globe Award in der Kategorie Bester Jungschauspieler einbrachte. Es folgten unter anderem die Rolle von Nick Charles Jr., dem Sohn von William Powell und Myrna Loy, in der Krimikomödie Das Lied vom dünnen Mann (1947) sowie die Titelrolle in Der Junge mit den grünen Haaren (1948), dem Spielfilm-Regiedebüt von Joseph Losey. 1950 spielte er an der Seite von Errol Flynn die Titelrolle im Abenteuerfilm Kim – Geheimdienst in Indien nach dem Roman von Rudyard Kipling. Während dieser Zeit zählte Stockwell zu den erfolgreichsten Kinderschauspielern in Hollywood. Anders als viele andere Kinderstars konnte Stockwell an diese Erfolge auch im Erwachsenenalter anknüpfen.

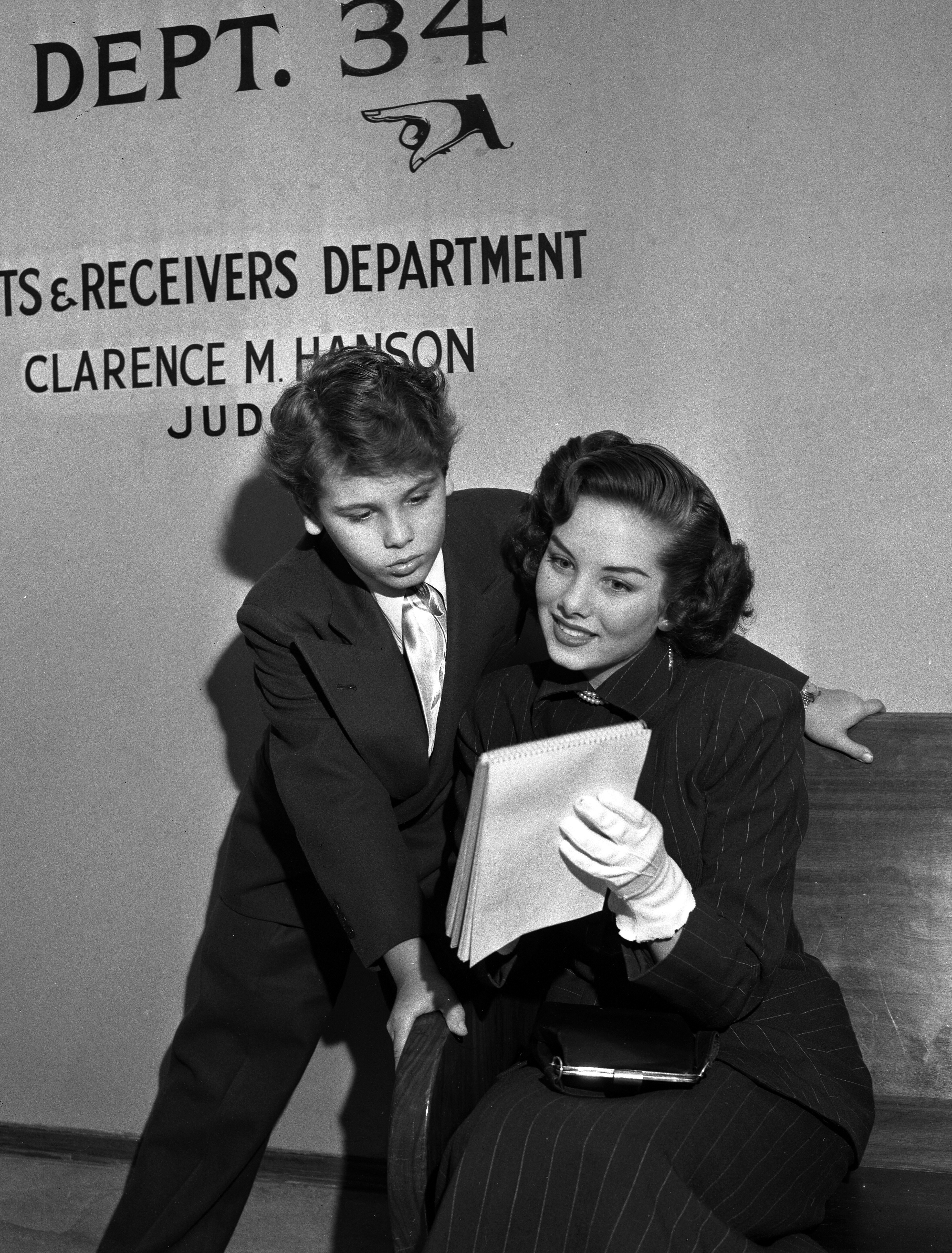
Stockwell mit Colleen Townsend (1949)

In den 1950er-Jahren sammelte Stockwell Erfahrungen als Theaterschauspieler, so wirkte er etwa in einigen Broadway-Stücken mit. 1959 meldete er sich mit der Rolle des jugendlichen Mörders Judd Steiner im Thriller Der Zwang zum Bösen in Hollywood zurück. Die Figur hatte er zuvor bereits am Broadway gespielt. Für Der Zwang zum Bösen erhielt er bei den 12. Filmfestspielen von Cannes 1959 den Darstellerpreis. Drei Jahre später erhielt er bei den 15. Cannes-Filmfestspielen seinen zweiten Darstellerpreis: Diesmal für seine anspruchsvolle Rolle als trunksüchtiger Sohn von Katharine Hepburn in der Eugene-O’Neill-Verfilmung Eines langen Tages Reise durch die Nacht (1962) unter der Regie von Sidney Lumet. Der Preis ging ebenfalls an seine Kollegen aus dem Film, Ralph Richardson und Jason Robards. Katharine Hepburn erhielt den Preis als beste Darstellerin, womit das gesamte Ensemble des Films in Cannes ausgezeichnet wurde.
Wenig später zog sich Stockwell freiwillig aus dem Schauspielgeschäft zurück und lebte einige Jahre als Hippie. Nur für gelegentliche Fernsehauftritte stand er während dieser Zeit noch vor der Kamera. Nachdem er zeitweise auch im Immobiliengeschäft tätig gewesen war, schaffte er ab den 1970er-Jahren ein erneutes Comeback. Danach spielte Stockwell profilierte Nebenrollen in zahlreichen Hollywood-Filmen, darunter als Wissenschaftler im Science-Fiction-Film Der Wüstenplanet (1984), als zwielichtiger Schießclub-Manager in der Actionkomödie Beverly Hills Cop II (1987) neben Eddie Murphy und als Richter Harvey Hale in Francis Ford Coppolas Romanverfilmung Der Regenmacher (1997). In Wim Wenders’ Filmklassiker Paris, Texas spielte er 1984 den besorgten Bruder des verschwundenen Harry Dean Stanton. Eine markante Nebenrolle übernahm Stockwell zudem als feminin auftretender, zu Roy Orbisons Musik singender Drogendealer Ben in David Lynchs Kultfilm Blue Velvet (1986). Für seine Darstellung eines Mafiachefs im Film Die Mafiosi-Braut aus dem Jahr 1988 wurde er für den Oscar als bester Nebendarsteller nominiert und mit zwei anderen Filmpreisen ausgezeichnet.
Im amerikanischen Fernsehen spielte Stockwell im Laufe der Jahrzehnte regelmäßig Gastrollen in beliebten Fernsehserien wie Bonanza, Columbo, Hart aber herzlich und Das A-Team. In Deutschland wurde er dem Fernsehpublikum ab Anfang der 1990er-Jahre vor allem durch die Science-Fiction-Serie Zurück in die Vergangenheit (Originaltitel: Quantum Leap) bekannt: Er spielte hier die Rolle von Al, dem holografischen Sidekick von Scott Bakulas Hauptfigur, und wurde dafür 1990 erneut mit dem Golden Globe Award ausgezeichnet. In den 2000er-Jahren übernahm Stockwell wiederkehrende Nebenrollen in den Fernsehserien JAG – Im Auftrag der Ehre (als SecNav Edward Sheffield) und Battlestar Galactica (als John Cavil, Hauptantagonist der Serie). Zuletzt stand er 2015 für den Kinofilm Entertainment vor der Kamera.

## Privatleben
Stockwell hatte den 2. Dan in der Kampfkunst Modern Arnis und war Ausbilder in dieser Sportart.
Stockwell war auch ein versierter Künstler, der Fotografien und Collagen im Stil seines Freundes Wallace Berman schuf. Als Freund des Musikers Neil Young entwarf er das Cover für das Album American Stars ’n Bars. Auch schrieb er die Vorlage zum Titeltrack von Youngs Album After the Gold Rush aus dem Jahr 1970, die eigentlich ein Drehbuchentwurf für einen Film war.
Sein älterer Bruder Guy Stockwell (1934–2002) war ebenfalls Schauspieler. Dean Stockwell war zweimal verheiratet. Seine erste Frau Millie Perkins heiratete er am 15. April 1960, die Ehe wurde bereits zwei Jahre später kinderlos wieder geschieden. 1981 heiratete er Joy Marchenko in zweiter Ehe, die 2004 wieder geschieden wurde. Aus der Ehe gingen zwei Kinder hervor: Austin (* 1983) und Sophia (* 1985).
Dean Stockwell starb am 7. November 2021 im Alter von 85 Jahren eines natürlichen Todes in Neuseeland, wo er zuletzt bei Familienangehörigen gelebt hatte.

## Werk

### Filmografie (Auswahl)
- 1945: Die Entscheidung (The Valley of Decision)
- 1945: Urlaub in Hollywood (Anchors Aweigh)
- 1946: Das Vermächtnis (The Green Years)
- 1947: The Romance of Rosy Ridge
- 1947: Tabu der Gerechten (Gentleman’s Agreement)
- 1947: Das Lied vom dünnen Mann (Song of The Thin Man)
- 1948: Deep Waters
- 1948: Der Junge mit den grünen Haaren (The Boy with Green Hair)
- 1949: Der geheime Garten (The Secret Garden)
- 1949: Seemannslos (Down to the Sea in Ships)
- 1950: Stars in My Crown
- 1950: Kim – Geheimdienst in Indien (Rudyard Kipling’s Kim)
- 1950: Wilde Jahre in Lawrenceville (The Happy Years)
- 1951: Der große Zug nach Santa Fé (Cattle Drive)
- 1957: Schieß oder stirb! (Gun for a Coward)
- 1959: Der Zwang zum Bösen (Compulsion)
- 1960: Söhne und Liebhaber (Sons and Lovers)
- 1961, 1962: Alfred Hitchcock präsentiert (Alfred Hitchcock Presents, Fernsehserie, zwei Folgen)
- 1962: Eines langen Tages Reise durch die Nacht (Long Day’s Journey into Night)
- 1965: Irrwege der Leidenschaft (Rapture)
- 1965: Dr. Kildare (Fernsehserie, sechs Folgen)
- 1968: Psych-Out
- 1969: Bonanza (Fernsehserie, eine Folge)
- 1970: Voodoo Child (The Dunwich Horror)
- 1971: The Last Movie
- 1972: Columbo: Wenn der Eismann kommt (The Most Crucial Game, Fernsehreihe)
- 1973: Der Werwolf von Washington (The Werewolf of Washington)
- 1973: Kobra, übernehmen Sie (Mission: Impossible, Fernsehserie, eine Folge)
- 1973, 1975: Die Straßen von San Francisco (The Streets of San Francisco, Fernsehserie, zwei Folgen)
- 1974: The Pacific Connection
- 1975: Columbo: Traumschiff des Todes (Troubled Waters, Fernsehreihe)
- 1976: Won Ton Ton – der Hund, der Hollywood rettete (Won Ton Ton: The Dog Who Saved Hollywood)
- 1978: Tracks
- 1982: Alsino und der Condor (Alsino y el cóndor)
- 1982: Flammen am Horizont (Wrong Is Right)
- 1982: Hart aber herzlich (Hart to Hart, Fernsehserie, Folge Eine mörderische Romanze)
- 1983: Das A-Team (The A-Team, Fernsehserie, Folge Wölfe in Uniform)
- 1984: Paris, Texas
- 1984: Der Wüstenplanet (Dune)
- 1984: Miami Vice (Fernsehserie, Folge Samurai)
- 1985: Leben und Sterben in L.A. (To Live and Die in L.A.)
- 1985: Zeit der Vergeltung (The Legend of Billie Jean)
- 1986: Blue Velvet
- 1987: Der steinerne Garten (Gardens of Stone)
- 1987: Der beste Spieler weit und breit: Sein größter Sieg (Kenny Rogers as The Gambler, Part III: The Legend Continues)
- 1987: Beverly Hills Cop II
- 1987: Banzai Runner
- 1987: Wächter der Zukunft (The Time Guardian)
- 1988: Die Mafiosi-Braut (Married to the Mob)
- 1988: Tucker (Tucker: The Man and His Dream)
- 1988: Mord ist ihr Hobby (Fernsehserie, eine Folge)
- 1989: Limit Up – Zum Teufel mit den Kohlen (Limit Up)
- 1989–1993: Zurück in die Vergangenheit (Quantum Leap, Fernsehserie, 97 Folgen)
- 1990: Sandino
- 1991: General Custers letzte Schlacht (Son of the Morning Star)
- 1992: The Player
- 1994: Chasers – Zu sexy für den Knast (Chasers)
- 1995: Die Langoliers (The Langoliers)
- 1995: Nowhere Man – Ohne Identität! (Nowhere Man, Fernsehserie, eine Folge)
- 1996: Mr. Wrong – Der Traummann wird zum Alptraum (Mr. Wrong)
- 1997: Ein Vater zum Küssen (The Tony Danza Show, Fernsehserie, 14 Folgen)
- 1997: Air Force One
- 1997: McHale’s Navy
- 1997: Der Regenmacher (The Rainmaker)
- 1998: The Shadow Men
- 1999: Lost Memory (Water Damage)
- 1999: Der Todfeind (Restraining Order)
- 2000: They Nest – Tödliche Brut (They Nest)
- 2001: Army Go Home! (Buffalo Soldiers)
- 2002: Inferno – Gefangen im Feuer (Inferno)
- 2002: Star Trek: Enterprise (Fernsehserie, eine Folge)
- 2002: Stargate – Kommando SG-1 (Stargate SG-1, Fernsehserie, eine Folge)
- 2002–2004: JAG – Im Auftrag der Ehre (JAG, Fernsehserie, elf Folgen)
- 2004: Der Manchurian Kandidat (The Manchurian Candidate)
- 2006–2009: Battlestar Galactica (Fernsehserie, 14 Folgen)
- 2008: L.A. Crash (Crash, Fernsehserie, eine Folge)
- 2013: Max Rose
- 2014: Enlisted (Fernsehserie, eine Folge)
- 2014: Navy CIS: New Orleans (NCIS: New Orleans, Fernsehserie, Folge Ein Sumpf aus Hass)
- 2015: Entertainment

### Drehbuch
- 1969: After the Goldrush (Das Drehbuch wurde nicht verwirklicht, jedoch nahm der mit dem Soundtrack beauftragte Musiker Neil Young eine Platte gleichen Namens auf, auf deren Rückseite sich der Hinweis findet: Most of the Songs were inspired by the Dean Stockwell-Herb Berman screenplay “After the Goldrush.”)

### Gestaltung
- 1977: Neil Young – American Stars ’n Bars (Plattencover)

### Regie
- 1958: For Crazy Horse (Avangardekurzfilm)
- 1963–1966: Moonstone (co-Regie mit George Herms, Drehbuch George Herms) (Avangardekurzfilm)
- 1964: Pas de Trois (mit Toni Basil & Bruce Conner, Drehbericht zum Kurzfilm Breakaway von 1966)
- 1970: Egg of Nite – Epilogue (Drehbuch George Herms) (Avangardekurzfilm)
- 1973: Eye of the Streaming (co-Regie mit George Herms, Drehbuch George Herms) (Avangardekurzfilm)
- 1982: Human Highway (zusammen mit Bernard Shakey alias Neil Young; in der Musikkomödie wirkten neben Neil Young auch Mitglieder der Band Devo sowie Dennis Hopper mit.)[8]

## Auszeichnungen
- 1947: Golden Globe Award als bester Jungschauspieler für Tabu der Gerechten
- 1959: Auszeichnung der Filmfestspiele von Cannes als bester Darsteller für Der Zwang zum Bösen
- 1960: Golden Globe Award – Nominierung als bester Darsteller für Söhne und Liebhaber
- 1962: Auszeichnung der Filmfestspiele von Cannes als bester Darsteller für Eines langen Tages Reise durch die Nacht
- 1988: Oscar-Nominierung als bester Nebendarsteller für Die Mafiosi-Braut
- 1988: New York Film Critics Circle Award als bester Nebendarsteller für Die Mafiosi-Braut
- 1990: Golden Globe Award als bester Nebendarsteller einer Fernsehserie für Zurück in die Vergangenheit (1991, 1992, 1993 weitere Nominierungen für dieselbe Rolle in derselben Kategorie)
- 1990, 1991, 1992, 1993: Emmy – Nominierungen als bester Nebendarsteller einer Fernsehserie für Zurück in die Vergangenheit
- 1992: Stern auf dem Hollywood Walk of Fame für seine Filmarbeit